# مارکت پایستینگ
مارکت پایستینگ (به آلمانی: Markt Piesting) یک منطقهٔ مسکونی در اتریش است که در ناحیه وینر نوی‌اشتات-لاند واقع شده‌است. مارکت پایستینگ ۱۸٫۱۷ کیلومتر مربع مساحت دارد ۳۴۹ متر بالاتر از سطح دریا واقع شده‌است.